# Folkwang Universität der Künste
Die Essener Folkwang Universität der Künste ist eine Universität im Ruhrgebiet für Musik, Theater, Tanz, Gestaltung und Wissenschaft. Die Hochschule vereinigt als eine von wenigen in Deutschland sowohl die Ausbildung in den darstellenden als auch in den bildenden Künsten wie auch die Kunstwissenschaft. Mit rund 1600 Studierenden ist sie die zweitgrößte staatliche Kunsthochschule Deutschlands.
Der Hauptsitz der Folkwang Universität der Künste ist Essen. Das Hauptgebäude und der Campus befindet sich im ehemaligen Kloster Werden, der Fachbereich Gestaltung auf dem UNESCO-Welterbe Zeche Zollverein. Weitere Außenstellen sind in Bochum, Dortmund und Duisburg.

## Geschichte

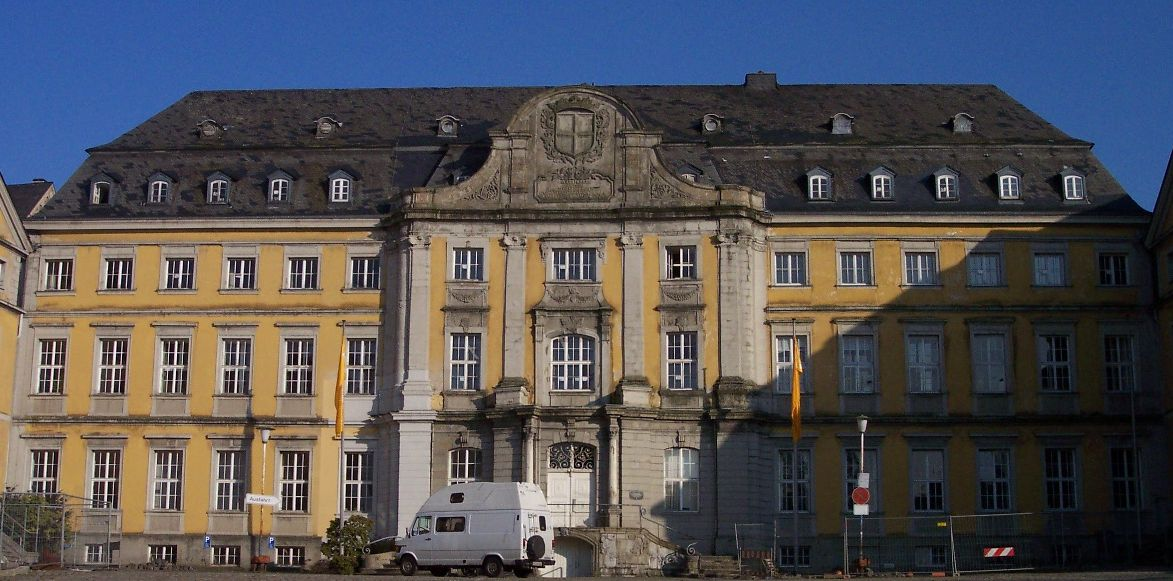
Hauptgebäude der Folkwang Universität der Künste in Essen-Werden: das ehemalige Kloster Werden

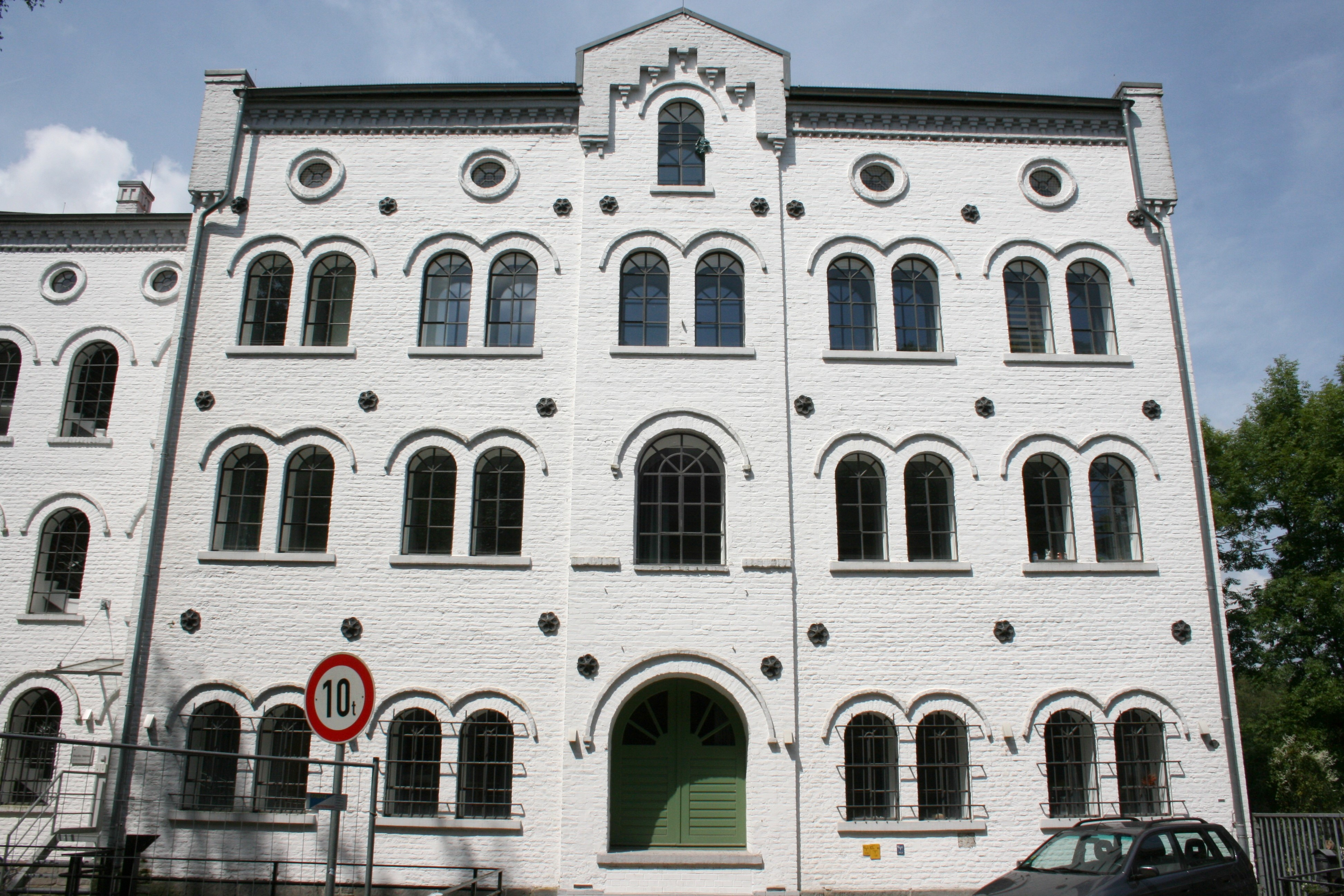
Die Weiße Mühle in Essen-Werden, Unterrichtsräume des Studiengangs Musical

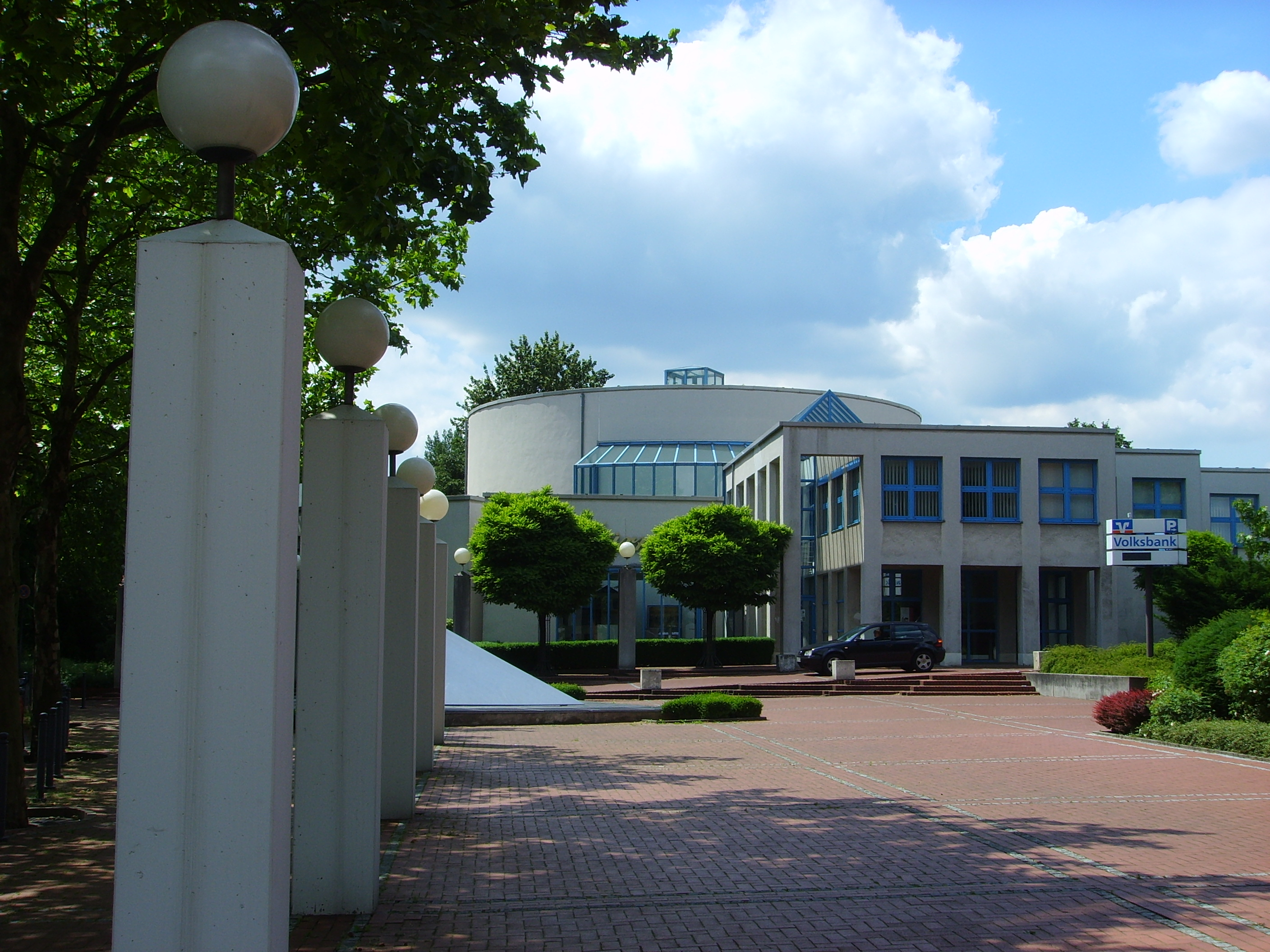
Das Folkwang Theaterzentrum in der Bochumer Innenstadt, Unterrichtsräume der Studiengänge Schauspiel und Regie

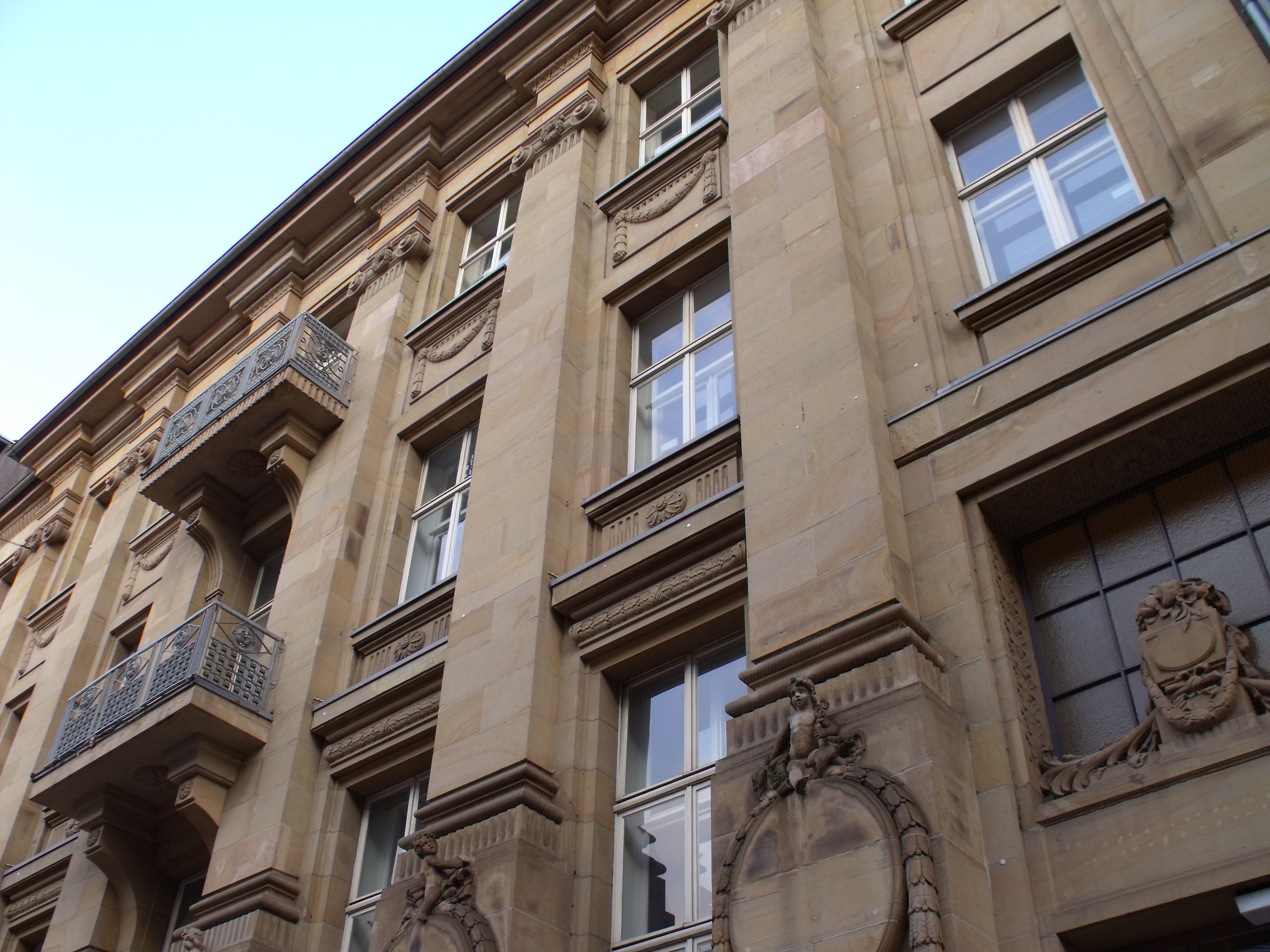
Das Folkwang-Campusgebäude in Duisburg-Mitte ist Lehrort für Kammermusik, Alte Musik und Klavier.

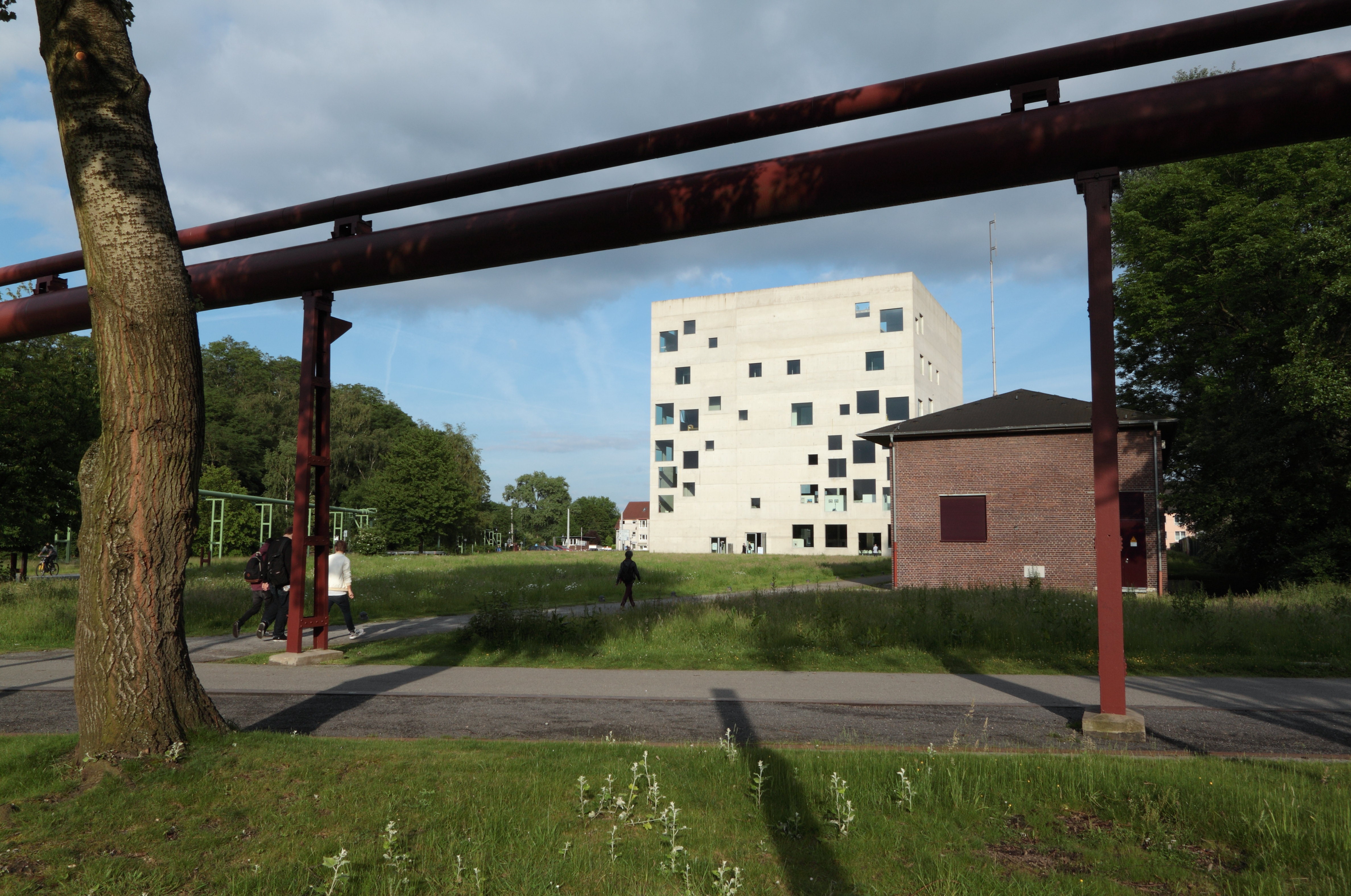
Das SANAA-Gebäude in Essen-Stoppenberg ist seit 2010 von der Folkwang angemietet

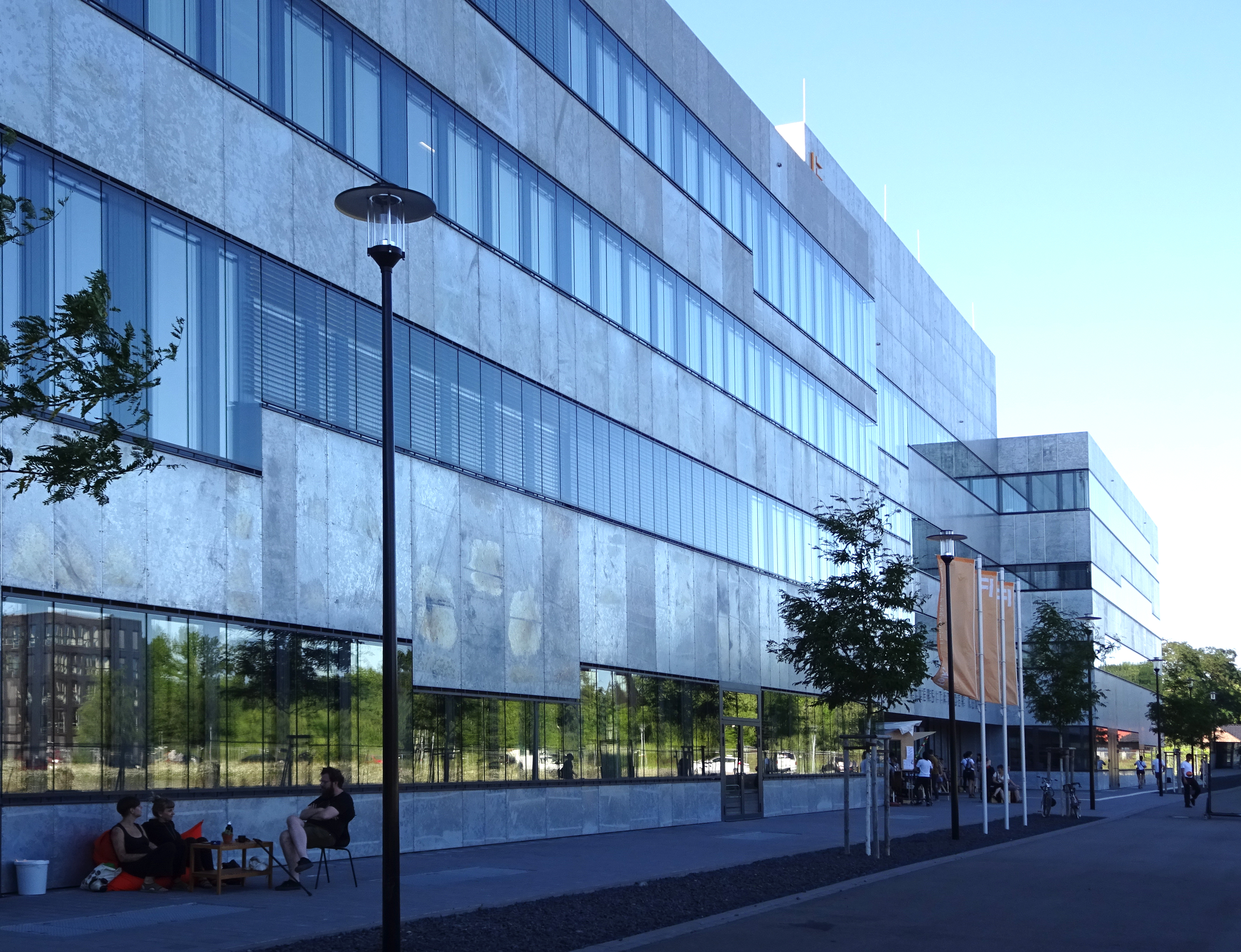
Im Quartier Nord auf dem Campus Welterbe Zollverein, Essen-Stoppenberg, hat der Fachbereich Gestaltung 2017 seinen festen Ort gefunden.

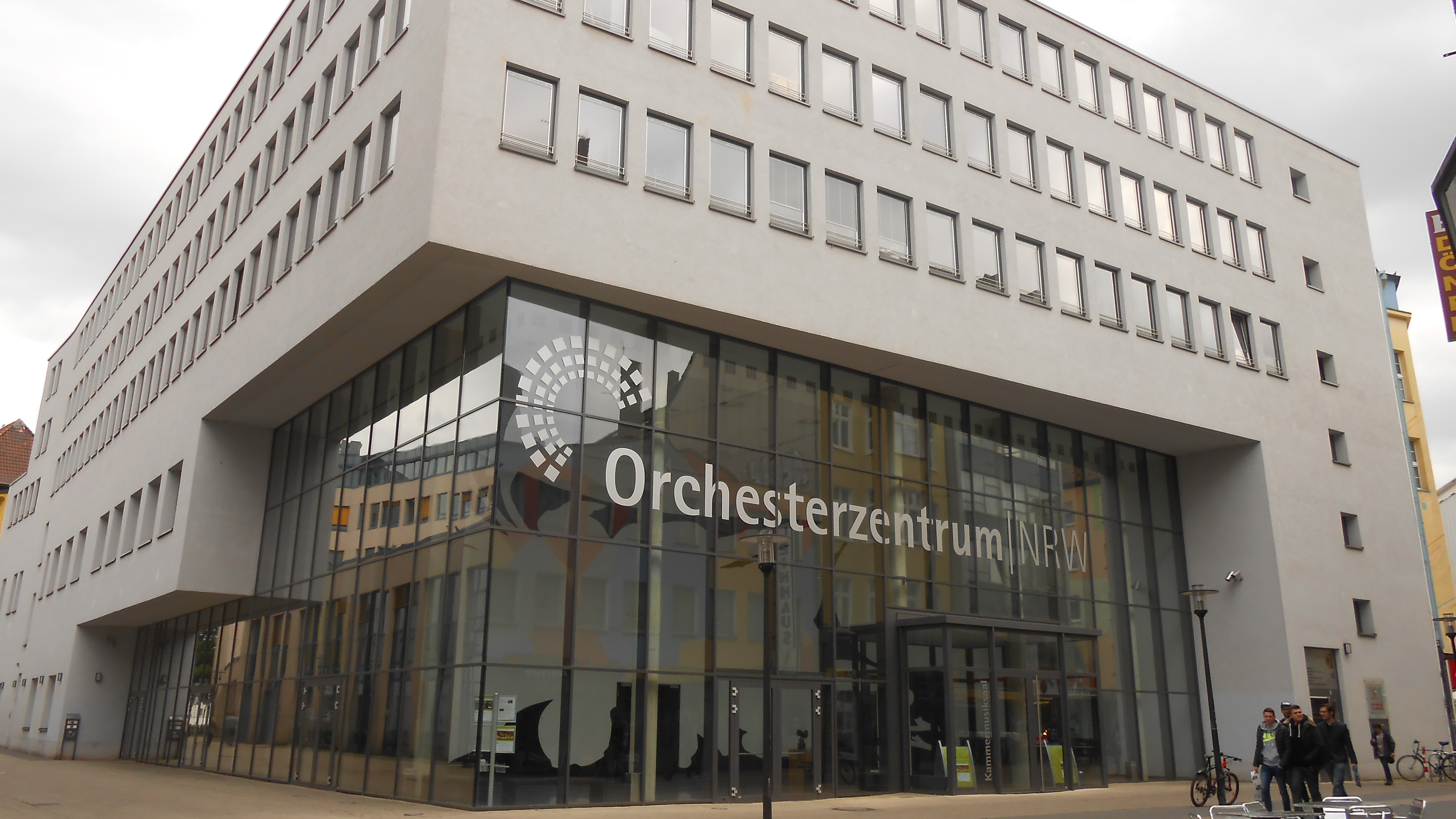
Orchesterzentrum NRW in Dortmund

Die „Folkwang“-Kultureinrichtungen gehen auf den Kunstsammler Karl Ernst Osthaus (1874–1921) zurück. Der aus der nordischen Mythologie entlehnte Name Folkwang entstammt der Edda und bezeichnet die Gemächer der Göttin Freya. Osthaus gründete 1902 das Museum Folkwang in Hagen. Als Begegnungsstätte für jeden Bürger plante der von Osthaus eingesetzte Museumsdirektor Karl With das Museum unter dem Aspekt einer volkserzieherischen Förderung aller Stände. 1919 gründete Osthaus den Folkwang-Verlag, 1921 eine dem Gedanken des Museums verbundene Schule, die nur kurz existierte. Die Sammlung des Museums Folkwang wurde kurz nach Osthaus’ Tod 1921 von Hagen nach Essen verkauft, wo das Museum unter demselben Namen weitergeführt wurde.
In Essen gründeten 1927 der Bühnenbildner Hein Heckroth, der Choreograph Kurt Jooss und der Operndirektor Rudolf Schulz-Dornburg in Anlehnung an die Idee des Museums die Folkwangschule für Musik, Tanz und Sprechen. Von der im Begriff Folkwang verkörperten Bedeutung der sich vereinenden Musen ging der Anspruch aus, in den Künsten interdisziplinär und spartenübergreifend auszubilden. 1928 wurde eine bereits bestehende höhere Fachschule für Gestaltung, entstanden aus einer Handwerker- und Kunstgewerbeschule, in die Folkwangschule integriert.
1963 erhielt die Folkwangschule den Status einer Hochschule. 1972 wurde der Fachbereich Gestaltung unter Aufgabe der Kernidee der geeinten Künste in die neugegründete Universität Essen umgegliedert. Danach führte die Hochschule den Namen Staatliche Hochschule für Musik Ruhr.
Anfang des 21. Jahrhunderts fusionierten mehrere künstlerische Ausbildungsstätten in benachbarten Städten mit der Universität. Im Jahr 2000 wurde die Westfälische Schauspielschule in Bochum als Studiengang Schauspiel aufgenommen. 2002 stieß die Staatliche Hochschule für Musik Ruhr in Duisburg zur Folkwang-Hochschule, die ihrerseits 1972 aus der Verbindung des Konservatoriums der Stadt Duisburg mit Folkwang entstanden war. 2004 beteiligte sich die Hochschule am neuen Orchesterzentrum NRW in Dortmund, einer gemeinsamen Einrichtung der vier Musikhochschulen Nordrhein-Westfalens. Mit der Präsenz in vier Städten bezeichnete sich die Hochschule als Folkwang Hochschule im Ruhrgebiet.
2007 wurde der Fachbereich Gestaltung von der vier Jahre zuvor fusionierten Universität Duisburg-Essen in die Folkwang Hochschule zurückgeführt, blieb allerdings bis zur Fertigstellung eines eigenen Gebäudes für zehn Jahre in den Räumen der Universität. 2009 übernahm die Hochschule außerdem den Studiengang Kommunikationsdesign der Bergischen Universität Wuppertal mit sechs Professuren und 200 Studierenden. Nach der erneuten Vereinigung aller Kunstrichtungen benannte sich die Hochschule 2010 in Folkwang Universität der Künste um.
2012 wurde in Essen-Werden die Folkwang Bibliothek in einem für 7,4 Millionen Euro errichteten Neubau eröffnet. Neben dem Bestand der Folkwang Universität der Künste gingen auch die musikwissenschaftliche Bibliothek der Ruhr-Universität Bochum und die musikpädagogische Bibliothek der Universität Duisburg-Essen ein. Mit 190.000 Medien sind die zusammengeführten Bestände eine der größten musikwissenschaftlichen Bibliotheken in Deutschland.
Im Jahr 2017 wurde für den Fachbereich Gestaltung ein 19.000 Quadratmeter großer Neubau auf dem Gelände des Weltkulturerbes Zeche Zollverein fertiggestellt. Das Gebäude wurde von der Welterbe Entwicklungsgesellschaft erbaut und für 40 Millionen Euro vom Land Nordrhein-Westfalen für zwanzig Jahre angemietet und ersteingerichtet. Das von MGF Architekten geplante Gebäude wurde mit dem Deutschen Fassadenpreis 2018 für vorgehängte hinterlüftete Fassaden ausgezeichnet. Zusätzlich nutzt die Hochschule bereits seit 2010 das benachbarte SANAA-Gebäude. Um den Campus herum soll eine „Designstadt“ entstehen. 2022 wurde die Pina Bausch Gastprofessur eingerichtet.

## Struktur
Seit 2007 vereint die Folkwang Universität der Künste die Sparten Musik, Theater, Tanz, Gestaltung und Wissenschaft. Damit ist sie eine von drei integrierten Kunsthochschulen in Deutschland, gemeinsam mit der Universität der Künste Berlin und der Hochschule für Künste Bremen.
Die Hochschule ist in vier Fachbereiche gegliedert:
- Fachbereich 1: Instrumentalausbildung, Jazz, Komposition, Orchesterspiel, Instrumentale Spezialisierung, Populäre Musik
- Fachbereich 2: Lehramt Musik, Musikpädagogik, Musikwissenschaft, Integrative Musiktheorie, Leitung vokaler Ensembles, Musik des Mittelalters
- Fachbereich 3: Gesang | Musiktheater, Musical, Physical Theatre, Schauspiel, Regie, Tanz, Tanzkomposition, Tanzpädagogik für künstlerischen Tanz
- Fachbereich 4: Fotografie, Theorie und Geschichte der Fotografie, Industrial Design, Kommunikationsdesign, Kunst- und Designwissenschaft

Aktuell gibt es fünf Institute an der Folkwang Universität der Künste: das Institut für Computermusik und Elektronische Medien (ICEM), das Institut für Kunst- und Designwissenschaft, das Institut für Pop-Musik, das Institut für Zeitgenössischen Tanz (IZT) und folkwang junior, das Institut für künstlerische Nachwuchsförderung. Das Orchesterzentrum NRW ist eine gemeinsame Einrichtung von vier nordrhein-westfälischen Kunsthochschulen.
Die Hochschule verfügt aktuell über Campus in vier Städten. Durch die Entwicklungsgeschichte der Hochschule sind die Campus nicht deckungsgleich mit den Fachbereichen.
- Essen-Werden: Der Hauptsitz der Hochschule befindet sich im Essener Süden. Ansässig sind hier die Studiengänge Instrumentalausbildung, Gesang|Musiktheater, Physical Theatre, Musical, Jazz, Leitung vokaler Ensembles, Komposition, Musik des Mittelalters, Musiktheorie, Lehramt Musik, Musikpädagogik und Musikwissenschaft sowie das Institut für Computermusik und Elektronische Medien (ICEM), das Institut für Zeitgenössischen Tanz (IZT) und folkwang junior, das Institut für künstlerische Nachwuchsförderung.
- Essen-Stoppenberg: Das Weltkulturerbe Zollverein in Essen-Stoppenberg ist seit 2017 Sitz des Fachbereichs Gestaltung mit den Bereichen Fotografie, Industrial Design, Kommunikationsdesign sowie Kunst- und Designwissenschaft.
- Bochum-Wiemelhausen: Das Folkwang Theaterzentrum liegt im Viertel Ehrenfeld des Stadtteils Wiemelhausen, nahe der Bochumer Innenstadt. Hier konzentriert sich die Folkwang Theaterausbildung mit den Studiengängen Schauspiel und Regie. Das Institut für Pop-Musik wurde am südlichen Ende des Stadtteils in Räumen der ehemaligen Zeche Prinz Regent eingerichtet.
- Dortmund-Mitte: Die Dortmunder Innenstadt ist der Sitz des Orchesterzentrums NRW. Im Rahmen des Folkwang Masterstudiengangs Orchesterspiel werden hier Nachwuchsmusiker auf ihren späteren Beruf als Orchestermusiker vorbereitet
- Duisburg-Mitte: In der Duisburger Innenstadt wird Alte Musik, Kammermusik und Klavier gelehrt.[10]

## Studium
In den fünf Fächergruppen Musik, Theater, Tanz, Gestaltung und Wissenschaft bietet die Hochschule über 40 Studiengänge mit den international anerkannten Abschlüssen Bachelor, Master und Artist Diploma sowie den Exzellenzstudiengang Folkwang Konzertexamen an. Neben dem Jungstudium sind an Folkwang auch Promotionen und Habilitationen möglich.
Seit 2008 unterhält die Hochschule als einzige Kunsthochschule Deutschlands einen fünfzügigen Kompositionsstudiengang. Die „Integrative Komposition“ umfasst die Fächer Instrumentalkomposition, elektronische Komposition, Komposition und Visualisierung, Jazzkomposition sowie Popkomposition/Produktion.
Außerhalb der Wissenschaft bietet die Hochschule eine Ausbildung zur Fachkraft für Veranstaltungstechnik an.

## Veranstaltungen
Jährlich finden an der Folkwang Universität der Künste über 400 öffentliche Veranstaltungen statt: auf sieben eigenen Bühnen, in Kirchen, Museen, Galerien, Zechen und in regelmäßigen Kooperationsprojekten mit den Theatern und Konzerthäusern der Region. Durch diese Vernetzung fördert Folkwang frühzeitig einen praxisorientierten und lebendigen Austausch. Neben dem reinen Lehrbetrieb betreibt die Hochschule auch kulturelle Aktivitäten in Essen-Werden. So finden im ehemaligen Bürgermeisterhaus Konzerte der Meisterschüler statt, um ihnen Gelegenheit zu geben, Erfahrung im Konzertieren zu sammeln. Dies wird von einem privaten Sponsorenkreis unterstützt.
Zum Folkwang-Tanz gehört auch das Folkwang Tanzstudio (FTS). Das FTS ist eine international arbeitende Company, die derzeit zehn professionelle Tänzerinnen und Tänzer aus aller Welt beschäftigt. Das FTS ist angegliedert an das Institut für Zeitgenössischen Tanz der Folkwang Universität der Künste.

## Personen

### Ausgewählte Hochschullehrer
- Norbert Abels (* 1953), Dramaturg
- Sieglinde Ahrens (* 1936), Organistin
- Malou Airaudo (* 1948), Tänzerin, Choreografin
- Thomas Alkier (* 1965), Jazz-Schlagzeuger
- Ulf Bästlein (* 1959), Sänger, Gastprofessor von 1995 bis 2000
- Pina Bausch (1940–2009), Tänzerin, Choreografin
- Hermann Baumann (1934–2023), Hornist
- Uli Beckerhoff (* 1947), Jazz-Trompeter
- Boris Bloch (* 1951), Pianist
- Jörg Breiding (* 1972), Professor für Chorleitung
- Matthias Brzoska (* 1955), Musikwissenschaftler
- Max Burchartz (1887–1961), Grafiker, Typograf und Maler
- Marina Busse (1956–2015), Schauspielerin, Professorin für „Praktische Theaterarbeit“ (Schauspiel und Musical)
- Thomas Buts, Professor für Sprecherziehung
- Romy Camerun (* 1964), Jazz-Sängerin
- Emile Cantor (* 1955), niederländischer Bratschist, Professor für Viola (1999–2021)
- Ryan Carniaux (* 1980), Jazz-Trompeter
- Jean Cébron (1927–2019), Tänzer und Choreograf
- Young-Chang Cho (* 1958), Violoncello
- Martin tom Dieck (* 1963), Kommunikationsdesign, Illustration
- Heinrich Eckert (1905–1957), Pianist, Musikwissenschaftler, Leiter des Studios für neue Musik 1947–1957
- Wolf Erlbruch (1948–2022), Illustrator und Kinderbuchautor
- Lutz Förster (* 1953), Tänzer und Leiter des Tanztheater Wuppertal Pina Bausch
- Martin Fratz (* 1965), Dirigent
- John Goldsby (* 1958), Jazz-Bassist
- Hans-Karl Gräf, Professor, Dozent für Gitarre
- Dietrich Hahne (* 1961), Komponist/Medienkünstler
- Rolf Henniger (1925–2015), Schauspieler, Leiter der Studienbereichs Schauspiel von 1977 bis 1986
- Peter Herborn (* 1955), Professor für Komposition, Arrangement und Theorie
- Gudrun Heyens (* 1950), Professorin für Blockflöte (1985–2015)
- Erna Hitzberger (1905–2003), Textilentwurf (1948–1971)
- Kurt Horres (1932–2023), Regisseur, Theaterintendant
- Nicolaus A. Huber (* 1939), Komponist
- Thomas Hufschmidt (* 1955), Jazz-Pianist
- Wolfgang Hufschmidt (1934–2018), Komponist
- Andreas Jacob (* 1967), Musikwissenschaftler, Organist, Hochschullehrer
- Siegfried Jerusalem (* 1940), Opernsänger (Tenor)
- Ralf de Jong (* 1973), Typograf
- Kurt Jooss (1901–1979), Tänzer, Choreograf
- Godehard Joppich (1932–2024), Professor für Gregorianik
- Gordon Kampe (* 1976), Komponist
- Michael Kaufmann (* 1961), Kulturmanager
- Nadia Kevan (* 1955), Tänzerin
- Bruno Klimek (* 1958), Regisseur
- Stefan Klöckner (* 1958), Kirchenmusiker (Gregorianik), katholischer Theologe und Musikwissenschaftler
- Uwe Köller (* 1964), Trompeter
- Robert Landfermann (* 1982), Jazz-Kontrabass
- Claudius Lazzeroni (* 1965), Professor für Interfacedesign
- Achim Lenz (* 1978), Schauspiel- und Musiktheaterregisseur, Autor
- Rolf Lieberknecht (* 1947), Bildhauer
- Frank Lloyd (* 1952), Hornist
- Gil Mehmert (* 1965), Regisseur
- Cordula Meier (* 1960), Professorin für Kunst- und Designgeschichte
- Brian Michaels (* 1948), Opern- und Theaterregisseur
- Mie Miki (* 1956), Professorin für Akkordeon
- Wolfgang Millgramm (* 1954), Sänger
- Dirk Mommertz (* 1974), Pianist
- Matthias Nadolny (* 1957), Jazz-Saxophonist
- Thomas Neuhaus (* 1961), Komponist und Leiter des ICEM
- Michael Niesemann (* 1960), Oboist
- Hans Nieswandt (* 1964), DJ, Musikproduzent und Journalist
- Krzysztof Penderecki (1933–2020), Komponist
- Markus Rautzenberg (* 1972), Professor für Philosophie
- Hugo Read (* 1954), Jazz-Saxophon, Ensembleleitung
- Siegfried Reda (1916–1968), Komponist und Organist (1916–1968)
- Malte Refardt (* 1974), Fagottist
- Dirk Reith (* 1947), Komponist, Gründer und langjähriger Leiter des ICEM
- Christoph Richter (* 1957), Violoncello
- Jan-Hendrik Rootering (* 1950), Sänger
- Peter W. Schatt (* 1948), Professor für Musikpädagogik
- Werner Schepp (* 1958), Professor für Chorleitung
- Markus Schön (* 1971), Klarinettist
- Erich Sehlbach (1898–1985), Komponist
- Steffen Siegel (* 1976), Professor für Theorie und Geschichte der Fotografie
- Henri Sigfridsson (* 1974), Pianist
- Milan Sládek (1938–2024), Pantomime
- Otto Steinert (1915–1978), Fotografie
- Klaus Storck (1928–2011), Cellist
- Rita Streich (1920–1987), Professorin für Gesang
- Roland Maria Stangier (* 1957), Professor für Orgel und Orgelimprovisation
- Jürgen Störr (* 1954), Professor für Zeichnen und Bewegtbild
- Paul Tortelier (1914–1990), Cellist
- Vilim Vasata (1930–2016), Professor für Kommunikationsdesign
- Catherine Vickers (* 1952), Pianistin
- Adolf Wamper (1901–1977), Leiter des Bildhauerkurses 1948–1970
- Peter Wippermann (* 1949), Trendforscher, Professor für Editorial Design
- Martin Wölfel (* 1969), Sänger
- Gerd Zacher (1929–2014), Komponist/Organist
- Hans Züllig (1914–1992), Professor für Tanz

### Ausgewählte Absolventen
- Anita Albus (1942–2024), Schriftstellerin und Illustratorin
- Peter Arnold (* 1952), Hornist
- Martin Baltscheit (* 1965), Schriftsteller
- Peter Bares (1936–2014), Organist und Komponist für Kirchenmusik
- Pina Bausch (1940–2009), Choreographin
- Lina Beckmann (* 1981), Schauspielerin
- Jörg Birkenkötter (* 1963), Komponist
- Joachim Bißmeier (* 1936), Schauspieler
- Clara Blessing (* 1992), Oboistin und Professorin für Historische Doppelrohrblattinstrumente
- Stefan Blunier (* 1964), Dirigent
- Horst Bollmann (1925–2014), Schauspieler
- Ewgeni Boschanow (* 1984), Pianist
- Silke Braas (* 1978), Musicaldarstellerin
- Dieter Brandecker (* 1956), Schauspieler
- Johannes Brandrup (* 1967), Schauspieler
- Ingo Bredenbach (* 1959), Organist
- Marita Breuer (* 1953), Schauspielerin
- Ludger Brümmer (* 1958), Komponist
- Wilhelm Bruns (* 1963), Hornist
- Glen Buschmann (1928–1995), Jazz-Komponist
- Arnold Busshoff (* 1944), Opern- und Konzertsänger
- Herbert Callhoff (1933–2016), Komponist
- Sibylle Canonica (* 1957), Schauspielerin
- Doris Casse-Schlüter (1942–2022), Grafikdesignerin
- Andrea Clausen (* 1959), Schauspielerin
- Adolf Clemens (1942–2021), Fotograf
- Hansa Czypionka (* 1958), Schauspieler
- Andreas Deja (* 1957), Trickfilmzeichner
- Stefan Dohr (* 1965), Hornist
- Gerald Eckert (* 1960), Komponist
- Kurt Edelhagen (1920–1982), Jazzmusiker und Orchesterleiter
- Karoline Eichhorn (* 1965), Schauspielerin
- Karim Sebastian Elias (* 1971), Komponist
- Gernot Endemann (1942–2020), Schauspieler
- Tommy Finke (* 1981), Singer/Songwriter, Komponist
- Ulrike Frank (* 1969), Schauspielerin
- Barbara Freier (* 1948), Schauspielerin
- Christian Fritz (* 1988), Pianist
- Thomas Gabriel (* 1957), Kirchenmusiker
- Agnes Giebel (1921–2017), Sängerin
- Reinhard Goebel (* 1952), Geiger und Dirigent
- Lucas Gregorowicz (* 1976), Schauspieler
- Anna Handler (* 1996), Pianistin und Dirigentin
- Jitka Hanzlová (* 1958), Fotografin
- Ali Haurand (1943–2018), Jazzmusiker
- Bianca Hein (* 1975), Schauspielerin
- Babette Hierholzer (* 1957), Pianistin
- Fabian Hinrichs (* 1974), Schauspieler
- Brigitte Hobmeier (* 1976), Schauspielerin
- Marga Höffgen (1921–1995), Sängerin
- Hilmar Hoffmann (1925–2018), Kulturdezernent und Kulturstadtrat
- Reinhild Hoffmann (* 1943), Choreografin
- Robin Hoffmann (* 1970), Komponist
- Katrin Höngesberg (1921–2009), Zeichnerin, Malerin, Illustratorin und Schriftstellerin
- Felix Janosa (* 1962), Komponist, Pianist, Kabarettist
- Siegfried Jerusalem (* 1940), Sänger
- Salome Kammer (* 1959), Schauspielerin und Sängerin
- Christoph Kammertöns (* 1966), Musikwissenschaftler und Pädagoge
- Tönis Käo (1940–2016), Industriedesigner
- Marko Kassl (* 1976), klassischer Akkordeonist
- Klaus Kauker (* 1987), Komponist, Musikproduzent und Moderator
- Serkan Kaya (* 1977), Musicaldarsteller
- Max E. Keller (* 1947), Komponist, Jazz-Pianist
- Matthias Kern (1928–2014), Organist, Dirigent und Komponist
- Rüdiger Kirschstein (* 1941), Schauspieler
- Heinz Kleine-Klopries, später Heinz Ackermans (* 1949), Bildhauer, Grafiker und Kunstsammler
- Zora Klostermann (* 1987), Schauspielerin
- Michael Koch (* 1973), Fotokünstler
- Sven-Ingo Koch (* 1974), Komponist
- Jacqueline Kornmüller (* 1961), Schauspielerin und Regisseurin
- Diether Krebs (1947–2000), Schauspieler
- Peter Kremer (* 1958), Schauspieler
- Anja Kruse (* 1956), Schauspielerin
- Cathrin Lange (* 1982), Opernsängerin
- Leonard Lansink (* 1956), Schauspieler
- Martin Lindow (* 1965), Schauspieler
- Susanne Linke (* 1944), Choreographin
- Alexander Lonquich (* 1960), Pianist
- Christof Loy (* 1962), Regisseur
- Erich Ludwig (1939–2022), Schauspieler und Synchronsprecher
- Gerd Ludwig (* 1947), Fotograf
- Ines Lutz (* 1983), Schauspielerin
- Hanna Mall (* 1990), Schauspielerin, Sängerin
- Aurel Manthei (* 1974), Schauspieler
- Michael Mendl (* 1944), Schauspieler
- Johannes Menskes, Chorleiter, Dirigent, Komponist
- Hans-Dieter Möller (* 1939), Organist
- Jean-François Monnard, Dirigent und Generalmusikdirektor
- Harry S. Morgan (1945–2011), Regisseur und Darsteller pornographischer Filme
- Franz Müller-Heuser (1932–2010), Konzertsänger und Musikhochschullehrer
- Hans Neuenfels (1941–2022), Schriftsteller, Dichter, Filmemacher, Theaterregisseur
- Johannes Nitsch (1953–2002), Musiker
- Werner Nöfer (* 1937), Maler, Grafiker
- Frank Oppermann (* 1966), Schauspieler, Theaterleiter, Sänger
- David Orlowsky (* 1981), Klarinettist
- Daniel Ott (* 1960), Komponist
- Stefan Otteni (* 1966), Theaterregisseur und -schauspieler
- Saerom Park (* 1981), Cellistin
- Michail Paweletz (* 1965), Journalist und Fernsehmoderator
- Jürgen Prochnow (* 1941), Schauspieler
- Andreas Pruys, Sänger
- Timm Rautert (* 1941), Fotograf
- Hans-Michael Rehberg (1938–2017), Schauspieler
- Mechthild Reinders (* 1959), Schauspielerin
- Hagen Rether (* 1969), Kabarettist
- Karl Ridderbusch (1932–1997), Sänger
- Klaus Rinke (* 1939), Konzeptkünstler
- Johannes Ritzkowsky (* 1946), Hornist
- Armin Rohde (* 1955), Schauspieler
- Uwe Rohde (* 1958), Schauspieler
- Felix Ruckert (* 1959), Choreograph
- Wolfgang Rüdiger (* 1957), Fagottist, Musikpädagoge und Musikwissenschaftler
- Katharina Rupp (* 1959), Schauspielerin, Regisseurin und Theaterleiterin
- Heinrich Schafmeister (* 1957), Schauspieler
- Joachim Schlömer (* 1962), Tänzer, Choreograf und Regisseur
- Irmin Schmidt (* 1937), Musiker
- Gisbert Schneider (1934–2018), Organist
- Jürgen Schornagel (1939–2025), Schauspieler
- Hajo Schüler (* 1971), Schauspieler, Maskenbauer
- Kai Schumacher (* 1979), Pianist
- Katharina Schütz (* 1956), Schauspielerin
- Ina Seeberg (* 1941), Malerin und Autorin
- Tino Sehgal (* 1976), Künstler
- Heiko Seidel (* 1966), Kabarettist und Schauspieler
- Hannes Seidl (* 1977), Komponist für Neue Musik
- Christoph Sieber (* 1970), Kabarettist
- Simone Sonnenschein Saxophonistin
- Jean Soubeyran (1921–2000), Pantomime
- Michael Souvignier (* 1958), Filmproduzent
- Gerhard Stäbler (* 1949), Komponist
- Philipp Ludwig Stangl (* 1979), Komponist
- Anton Stankowski (1906–1998), Grafiker, Fotograf und Maler
- Otto Steinert (1915–1978), Fotograf
- Dominik Susteck (* 1977), Organist und Komponist
- Werner Twardy (1926–1977), Komponist, Arrangeur, Pianist, Organist und Dirigent
- Elisabeth Volkmann (1936–2006), Schauspielerin
- Wolfgang Volz (* 1948), Fotograf
- Gerd Wameling (* 1948), Schauspieler
- Graham Waterhouse (* 1962), Komponist und Cellist
- Mark Weigel (* 1969), Schauspieler
- Dirk Weiler, Schauspieler, Sänger
- Thekla Carola Wied (* 1944), Schauspielerin
- Helmut Winschermann (1920–2021), Oboist, Hochschullehrer und Dirigent
- Richard-Salvador Wolff (* 1990), Musicaldarsteller
- Greta Wrage von Pustau (1902–1989), Tänzerin, Ballettmeisterin und Tanzpädagogin
- Gisa Zach (* 1974), Schauspielerin
- Lothar Zagrosek (* 1942), Dirigent
- Paul van Zelm (* 1964), Hornist
- Frank Peter Zimmermann (* 1965), Geiger